# Râul Șoimu, Putna
Râul Șoimu este un curs de apă, afluent al râului Putna. Deși cursul inferior al râului este canalizat și îndiguit, localitatea Vânători este frecvent inundată, de cel puțin patru ori în anii 2005-2006 